# فرایند لوی
در نظریه احتمال، فرایند لوی که به نام ریاضیدان فرانسوی پل لوی نامیده شده‌است، یک فرایند تصادفی با افزایش‌های مستقل ثابت است. این فرایند حرکت یک نقطه که جابه‌جایی‌های پی‌درپی آن به صورت تصادفی و مستقل هستند و از نظر آماری در زمان‌های مختلف با طول برابر یکسان هستند. در نتیجه یک فرایند لوی ممکن است به عنوان ولگشت زمان پیوسته آنالوگ بررسی شود.
شناخته شده‌ترین نمونه فرایند لوی، فرایندهای حرکتی براونی و فرایندهای پواسون هستند.
به جز حرکت براونی با رانش، سایر فرایندهای لوی مسیرهای ناپیوسته مسیرهای دارند.

## تعریف ریاضی
یک فرایند تصادفی {\displaystyle X=\{X_{t}:t\geq 0\}} یک فرایند لوی، نامیده می‌شود اگر خواص زیر را داشته باشد:
1. {\displaystyle X_{0}=0\,}
2. {\displaystyle 0\leq t_{1}<t_{2}<\cdots <t_{n}<\infty }, {\displaystyle X_{t_{2}}-X_{t_{1}},X_{t_{3}}-X_{t_{2}},\dots ,X_{t_{n}}-X_{t_{n-1}}} مستقل هستند.
3. افزایش ایستا : برای هر {\displaystyle s<t\,}, {\displaystyle X_{t}-X_{s}\,} توزیع یکسانی با {\displaystyle X_{t-s}.\,}
4. پیوستگی احتمال: برای هر {\displaystyle \epsilon >0} و {\displaystyle t\geq 0} عبارت روبرو برقرار است. {\displaystyle \lim _{h\rightarrow 0}P(|X_{t+h}-X_{t}|>\epsilon )=0}

اگر {\displaystyle X} یک فرایند لوی باشد آنگاه ممکن است یک نمونه از {\displaystyle X} ساخته شود به نحوی که {\displaystyle t\mapsto X_{t}} است به صورت قریب به یقین، پیوسته از راست با حد چپ باشد.

## خواص

### افزایش مستقل
یک فرایند تصادفی زمان پیوسته، متغیر تصادفی Xt به هر نقطه t ≥ ۰ در زمان نسبت می‌دهد. در نتیجه این فرایند، یک تابع تصادفی از t است. افزایش‌های این فرایندها برابرست با تفاوت Xs − Xt در زمان‌های مختلف t <s. مستقل بودن این افزایش‌ها به این معنی است که افزایش‌های Xs − Xt و Xu − Xv، به شرطی که این دوباره مستقل بوده و تلاقی نداشته باشند، متغیرهای تصادفی مستقل هستند. به صورت کلی، هر تعداد افزایشی که به بازه‌های مستقل زمانی نسبت داده می‌شوند، با فرض مستقل بودن دو به دوی بازه‌ها مستقل هستند.

### افزایش ثابت
یک افزایش ثابت است اگر توزیع احتمال هر افزایش Xt − Xs تنها به طول t − s از فاصله زمانی وابسته باشد و افزایش‌ها در بازه زمانی با طول برابر، یکسان توزیع شده باشد.
اگر {\displaystyle X} یک فرایند وینر باشد، احتمال توزیع Xt − Xs، توزیع طبیعی با امید ریاضی ۰ و واریانس t − s است.
اگر {\displaystyle X} فرایند پواسون باشد، احتمال توزیع Xt − Xs یک توزیع پواسون با امید ریاضی λ(t − s) که در آن λ> ۰ نرخ این فرایند است.

### بی‌نهایت تقسیم‌پذیر
توزیع یک فرایند لوی دارای خاصیت بی‌نهایت تقسیم‌پذیری است: با هر عدد صحیح "n" قانون یک فرایند لوی در زمان t می‌تواند به صورت قانون n متغیر تصادفی مستقل که دقیقاً افزایش‌های فرایندهای لوی در فواصل زمانی t/n که مستقل هستند و توزیع یکسانی دارند در نظر گرفته شود. برعکس برای هر توزیع بی‌نهایت تقسیم‌پذیر {\displaystyle F} یک فرایند لوی {\displaystyle X} قانون {\displaystyle X_{1}} را برپایه {\displaystyle F} مشخص می‌کند.

### گشتاور
در هر فرایند لوی، با گشتاور محدود، nمین گشتاور {\displaystyle \mu _{n}(t)=E(X_{t}^{n})} یک تابع چند جمله‌ای از t است; این توابع یک نوع دوجمله‌ای را مشخص می‌کنند:
{\displaystyle \mu _{n}(t+s)=\sum _{k=0}^{n}{n \choose k}\mu _{k}(t)\mu _{n-k}(s).}

## نمایش لوی–خینشین
توزیع یک فرایند لوی توسط تابع مشخصه آن، که فرمول توسط فرمول لوی–خینشین (به صورت عمومی برای تمام توزیع‌های بی‌نهایت تقسیم‌پذیر) مشخص می‌شود: اگر {\displaystyle X=(X_{t})_{t\geq 0}} یک فرایند لوی باشد، آنگاه تابع مشخصه {\displaystyle \phi _{X}(\theta )} به فرم زیر است:
{\displaystyle \phi _{X}(\theta )(t):=\mathbb {E} {\Big [}e^{i\theta X(t)}{\Big ]}=\exp {\Bigg (}t(ai\theta -{\frac {1}{2}}\sigma ^{2}\theta ^{2}+\int _{\mathbb {R} \backslash \{0\}}{\big (}e^{i\theta x}-1-i\theta x\mathbf {I} _{|x|<1}{\big )}\,\Pi (dx)){\Bigg )}}
که در آن {\displaystyle a\in \mathbb {R} }، {\displaystyle \sigma \geq 0} {\displaystyle \mathbf {I} } تابع مشخصه و {\displaystyle \Pi } یک معیار سیگما-محدود به نام معیار لوی از {\displaystyle X}
{\displaystyle \int _{\mathbb {R} \backslash \{0\}}1\wedge x^{2}\Pi (dx)<\infty .}
یک فرایند لوی می‌تواند با داشتن سه جزء مستقل مشخص شود: یک رانش خطی، یک حرکت براونی و یک برهم نهی مستقل (محور) از فرایندهای پواسون با اندازه پرش متفاوت؛ {\displaystyle \Pi (dx)} نشان دهنده میزان ورود (شدت) از فرایند پواسون با سایز پرش از اندازه {\displaystyle x}.
این سه مؤلفه و در نتیجه نمایش لوی–خین‌شین به‌طور کامل توسط سه‌تایی لوی–خین‌شین {\displaystyle (a,\sigma ^{2},\Pi )}. به صورت ویژه، تنها فرایند پیوسته لوی (غیرقطعی)، حرکت براونی با رانش است.

## تجزیه لوی–ایتو
هر فرایند لوی ممکن است به مجموع یک حرکت براونی، یک رانش خطی و فرایند پرش خالص که تمامی پرش‌ها را با فرایند لوی خالص داده شده‌است، تجزیه شود. عبارت آخر را می‌توان به عنوان یک برهم نهی از ترکیب فرایندهای پواسون مرکزی بررسی کرد. نتیجه به عنوان تجزیه لوی–ایتو شناخته می‌شود. .
با توجه به سه‌گانه لوی {\displaystyle (a,\sigma ^{2},\Pi )} سه فرایند مستقل لوی وجود دارند که در همان احتمال فضا {\displaystyle X^{(1)}} با {\displaystyle X^{(2)}} با {\displaystyle X^{(3)}} قرار دارند. به این ترتیب که:
- {\displaystyle X^{(1)}} یک حرکت براونی با رانش است که مرتبط با قسمت کاملاً پیوسته یک معیار است که رانش a و انتشار {\displaystyle \sigma ^{2}}
- {\displaystyle X^{(2)}} یک فرایند ترکیبی پواسون، مرتبط با بخش خالص بخشی از معیار تکینW است;
- {\displaystyle X^{(3)}} یک مربع انتگرال‌پذیر خالص پرش است که به صورت قریب به یقین تعداد جهش شمارا در بازه زمانی محدود، مربوط به قسمت تکین پیوستهٔ معیار تکین W است.

فرایند تعریف شده با {\displaystyle X=X^{(1)}+X^{(2)}+X^{(3)}} یک فرایند لوی با سه‌تایی روبرو است. {\displaystyle (a,\sigma ^{2},\Pi )}.
فرایند {\displaystyle X^{(3)}} می‌تواند به عنوان جمع دو فرایند مستقل زیر مشخص شود. یک فرایندهای خالص پرش با میانگین صفر با شرط جهش کمتر از {\displaystyle 1} در مقدار مطلق و یک ترکیب فرایند پواسون که جهش‌های با قدر مطلق بزرگتر از یک را توصیف می‌کند.